# Joseph Morsel
Joseph Morsel, né en 1961, est un enseignant-chercheur et historien français. Professeur des universités, titulaire d'une chaire d'histoire médiévale de l'université Panthéon-Sorbonne, il est spécialiste de l'histoire politique et sociale du Moyen Âge.

## Biographie
Joseph Morsel est ancien élève de l'École normale supérieure de Saint-Cloud et agrégé d'histoire (1984). Il soutient une thèse de doctorat intitulée Une société politique en Franconie au Moyen Âge : les Thüngen, leurs princes, leurs pairs et leurs hommes, dirigée par Henri Dubois en 1993, à l'université Paris-Sorbonne. Il est boursier du Max-Planck-Institut für Geschichte de Göttingen en 1985, puis il est chargé de recherche au CNRS de 1990 à 1992. 
Il  devient maître de conférences à l'université Paris 1 Panthéon-Sorbonne en 1996, puis professeur dans cette même université en 2018, et membre de l'Institut universitaire de France de 2001 à 2006. Il soutient un mémoire d'habilitation universitaire, intitulé La noblesse contre la ville ? Comment faire l'histoire des rapports entre nobles et citadins (en Franconie, vers 1500) ?, en 2009, sous la direction de Jean-Philippe Genet, à l'université Panthéon-Sorbonne. Il est membre du Laboratoire de médiévistique occidentale de Paris.

## Activités scientifiques
Il consacre sa thèse, intitulée La noblesse contre le prince: l’espace social des Thüngen à la fin du Moyen Âge (Franconie, vers 1250-1525) à « l'histoire alternative de la genèse de l'État moderne en occident ». Il y étudie le destin d'une famille de la petite aristocratie franconienne, en actuelle Bavière, s'intéressant notamment à sa stratégie de résistance au pouvoir princier. Ses domaines de recherche sont la domination sociale dans l'Occident médiéval et la spatio-temporalité médiévale. Il publie en 2007, en collaboration avec Christine Ducourtieux, un essai sur le Moyen Âge, intitulé L’Histoire (du Moyen Âge) est un sport de combat..., dans lequel il revient sur la nécessité d’étudier scientifiquement cette période historique non seulement pour elle-même mais aussi en raison de l’instrumentalisation spécifique dont le Moyen Âge fait l’objet dans nos sociétés.

## Publications
- (coord.) Communautés d'habitants au Moyen Âge, XIe – XVe siècles, Éditions de la Sorbonne, Lamop n°5, 2018, 584 p.  (ISBN 979-10-351-0086-5)
- « Quand l’historien masque que la norme fabrique le crime… Le cas du registre de l’officialité de Cerisy en 1314-1315 », Genèses. Sciences sociales et histoire, 110 (2018), p. 55-78.
- Noblesse, parenté et reproduction sociale à la fin du Moyen Âge, Paris, Picard, 2017, 158 p.,  (ISBN 9782708410244)
- « Traces ? Quelles traces ? Réflexions pour une histoire non passéiste », Revue Historique, 680 (2016), p. 813-868 [lire en ligne]
- “Communautés d’installés”. Pour une histoire de l’appartenance médiévale au village ou à la ville », EspacesTemps.net, mis en ligne le 11.11.2014 [communautes-dinstalles/ lire en ligne]
- « Sociogenèse d'un patriciat.  La culture de l'écrit et la construction du social à Nuremberg vers 1500 », Histoire urbaine, 2012/3 (n° 35), p. 83-106. DOI : 10.3917/rhu.035.0083. URL : https://www.cairn.info/revue-histoire-urbaine-2012-3-page-83.htm                                                     , [lire en ligne]
- L’Histoire (du Moyen Âge) est un sport de combat… Réflexions sur les finalités de l’Histoire du Moyen Âge destinées à une société dans laquelle même les étudiants d’histoire s’interrogent, avec la collaboration de Christine Ducourtieux, LAMOP – Paris 1, 2007, 197 p. [lire en ligne] [PDF]
- L'Aristocratie médiévale : la domination sociale en Occident, Ve – XVe siècle, Armand Colin, coll. U, 2004, 335 p.  (ISBN 9782200262938)
- « Ce qu'écrire veut dire au Moyen Âge... Observations préliminaires à une étude de la scripturalité médiévale ». Memini. Travaux et documents, Société des études médiévales du Québec, 2000, pp.3-43.[lire en ligne]
- La Noblesse contre le prince : l'espace social des Thüngen à la fin du Moyen Age : (Franconie, v. 1250-1525), Stuttgart, J. Thorbecke, 2000 [lire en ligne].
- « Crise? Quelle crise? Remarques à propos de la prétendue crise de la noblesse allemande à la fin du Moyen Âge », Travaux historiques, n°14, 1988, p. 18-42[7].